# Juanes

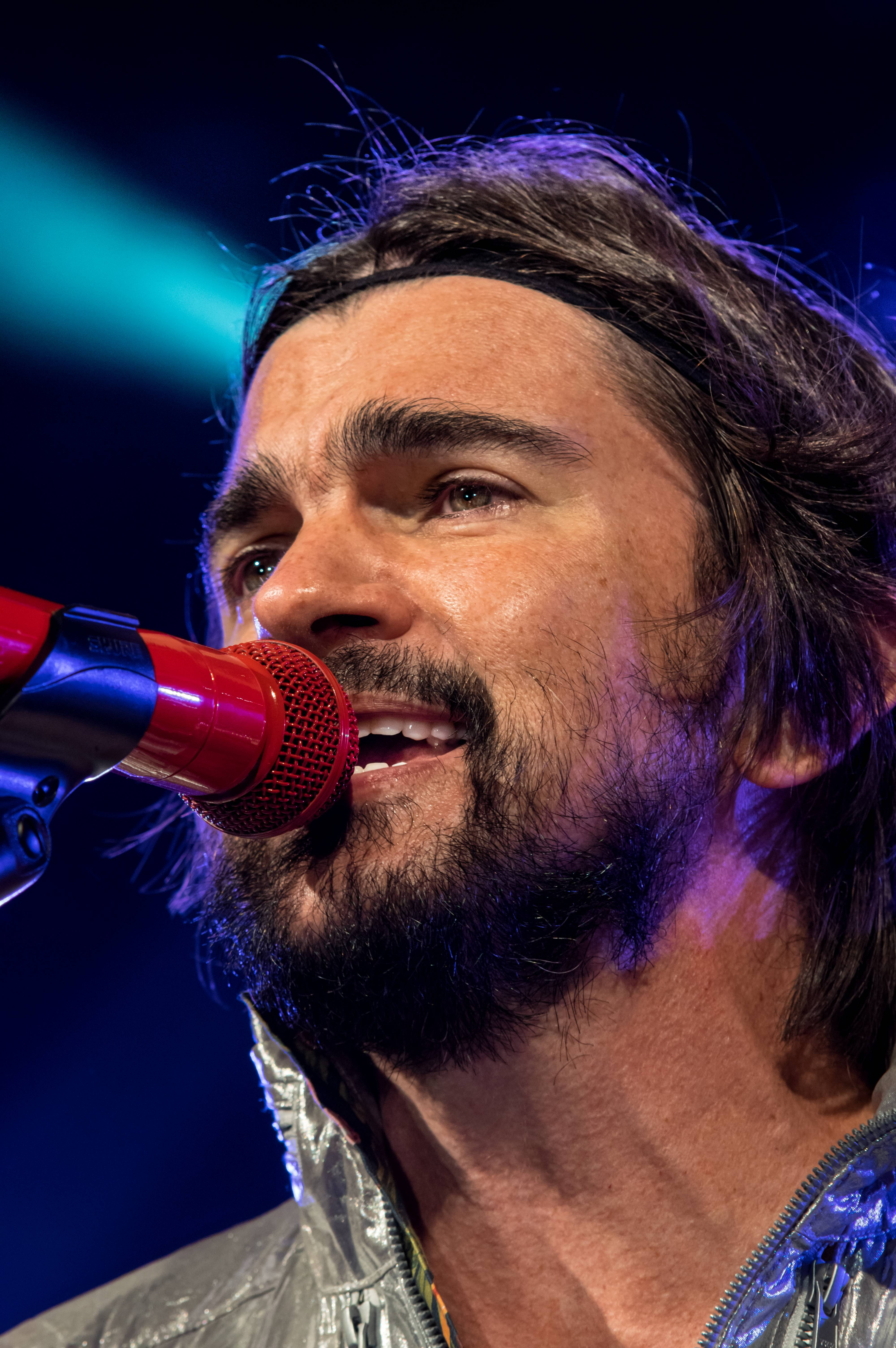
Zelt-Musik-Festival 2015 Freiburg, Duitsland

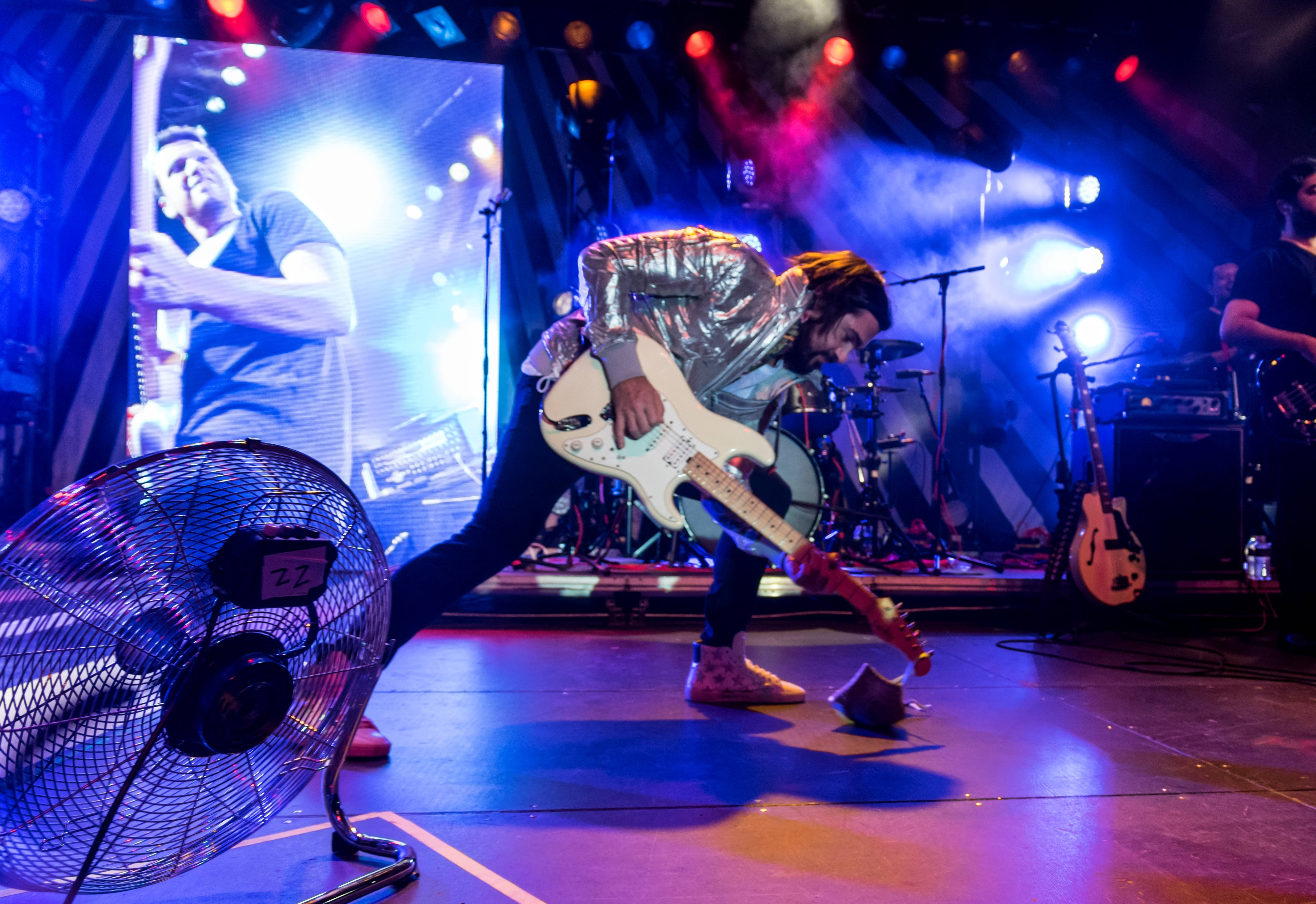
Zelt-Musik-Festival 2015 Freiburg, Duitsland

Juan Esteban Aristizábal Vázquez (Medellín, 9 augustus 1972), artiestennaam: Juanes (combinatie van Juan en 'Es' van Esteban), is een Colombiaanse singer-songwriter en een van de succesvolste artiesten van Latijns-Amerika. In 2014 had hij reeds 20 Latin Grammy Awards op zijn naam staan.

## Biografie
Juanes begon in de band Ekhymosis. Zijn solo-debuutalbum Fíjate Bien (Spaans voor "Let goed op!") uit 2000 leverde hem drie Latin Grammy's op; voor "Beste nieuwe artiest", "Beste vocaal rock-soloalbum" en "Beste rocksong".
In 2003 verwierf Juanes voor het eerst bekendheid in Nederland en Vlaanderen met de single A Dios le Pido ("Ik verzoek God"), dat een bescheiden hit werd. Dit nummer kwam van zijn tweede album Un Día Normal ("Een gewone dag").
In 2004 kwam zijn album Mi Sangre ("Mijn bloed") uit. In eerste instantie werd dit geen succes in Nederland en Vlaanderen, totdat in 2006 de single La Camisa Negra ("Het zwarte hemd") uitkwam. Dit nummer betekende de doorbraak voor Juanes en groeide uit tot een zomerhit. In Nederland stond hij er zeventien weken mee in de top 10. In het jaaroverzicht van de Nederlandse Top 40, dat in december werd gepubliceerd, stond La Camisa Negra op nummer 1, vóór Rood van Marco Borsato. In Vlaanderen was La Camisa Negra een van de langst genoteerde liedjes ooit met 33 weken.
Na het succes van La Camisa Negra en het album Mi Sangre scoorde Juanes een kleine hit met Para Tu Amor ("Voor jouw liefde") . In de zomer van 2007 had hij weer een succes met het nummer Te Busqué ("Ik zocht je"), een duet met Nelly Furtado.

## Discografie

### Albums
| Album met eventuele hitnotering(en) in de Nederlandse Album Top 100 | Datum van verschijnen | Datum van binnenkomst | Hoogste positie | Aantal weken | Opmerkingen |
| ------------------------------------------------------------------- | --------------------- | --------------------- | --------------- | ------------ | ----------- |
| Fíjate Bien                                                         | 2000                  | -                     |                 |              |             |
| Un Día Normal                                                       | 2003                  | 28-06-2003            | 28              | 14           |             |
| Mi Sangre                                                           | 2004                  | 25-02-2006            | 4               | 57           |             |
| La Vida Es Un Ratico                                                | 2007                  | 27-10-2007            | 20              | 8            |             |
| P.A.R.C.E.                                                          | 2010                  | -                     |                 |              |             |

| Album met hitnotering(en) in de Vlaamse Ultratop 200 albums | Datum van verschijnen | Datum van binnenkomst | Hoogste positie | Aantal weken | Opmerkingen |
| ----------------------------------------------------------- | --------------------- | --------------------- | --------------- | ------------ | ----------- |
| Mi Sangre                                                   | 2004                  | 04-03-2006            | 2               | 38           |             |
| La Vida Es Un Ratico                                        | 2007                  | 03-11-2007            | 74              | 6            |             |

### Singles
| Single met eventuele hitnotering(en) in de Nederlandse Top 40 | Datum van verschijnen | Datum van binnenkomst | Hoogste positie | Aantal weken | Opmerkingen                                                   |
| ------------------------------------------------------------- | --------------------- | --------------------- | --------------- | ------------ | ------------------------------------------------------------- |
| A Dios le Pido                                                | 2003                  | 14-06-2003            | 18              | 14           | Nr. 15 in de Single Top 100                                   |
| Es Por Tí                                                     | 2003                  | -                     |                 |              | Nr. 97 in de Single Top 100                                   |
| La Camisa Negra                                               | 2006                  | 04-03-2006            | 2               | 28           | Nr. 3 in de Single Top 100 / Hit van het jaar 2006            |
| Para Tu Amor                                                  | 2006                  | 07-10-2006            | 37              | 2            | Nr. 36 in de Single Top 100                                   |
| Te Busqué                                                     | 2007                  | 07-07-2007            | 4               | 13           | met Nelly Furtado / Alarmschijf / Nr. 11 in de Single Top 100 |
| Me Enamora                                                    | 2007                  | 15-09-2007            | tip4            | -            | Nr. 48 in de Single Top 100                                   |
| Tres                                                          | 2008                  | 17-05-2008            | tip3            | -            | Nr. 82 in de Single Top 100                                   |

| Single met hitnotering(en) in de Vlaamse Ultratop 50 | Datum van verschijnen | Datum van binnenkomst | Hoogste positie | Aantal weken | Opmerkingen   |
| ---------------------------------------------------- | --------------------- | --------------------- | --------------- | ------------ | ------------- |
| Es Por Tí                                            | 2003                  | 10-04-2004            | tip10           | -            |               |
| La Paga                                              | 2004                  | 10-07-2004            | tip3            | -            | met Taboo     |
| La Camisa Negra                                      | 2006                  | 18-03-2006            | 3               | 33           |               |
| A Dios le Pido                                       | 2003                  | 19-08-2006            | 33              | 9            |               |
| Me Enamora                                           | 2007                  | 17-11-2007            | tip18           | -            |               |
| La Señal                                             | 2012                  | 07-07-2012            | tip82           | -            | MTV Unplugged |

### NPO Radio 2 Top 2000
| Nummer met noteringen in de NPO Radio 2 Top 2000 | '06 | '07  | '08  |
| ------------------------------------------------ | --- | ---- | ---- |
| La Camisa Negra                                  | 903 | 1420 | 1781 |

1. ↑  Een vetgedrukt getal geeft de hoogste notering aan.
2. ↑  2006 was het eerste jaar met een notering voor dit nummer.
3. ↑  Deze tabel is bijgewerkt tot en met de laatste editie (2024).